# 大義大利

1942年的義大利勢力範圍

大義大利（義大利語：la Grande Italia）或稱義大利帝國（l'Italia imperiale），是義大利的法西斯主義人士所訂立的一個野心蓬勃的目標，原因是想要將羅馬帝國領土範圍擴大，收復鄰近地區的土地（科西嘉島、尼斯、達爾馬提亞和馬爾他），並增加移民進入地中海地區和意大利可觸及的勢力範圍，如阿爾巴尼亞、黑山、北突尼斯和非洲北部的利比亞。

## 「大義大利」地區的義大利人人口
20世紀中的40年代，有以下義大利的人口在第二次世界大戰其間居住在所謂「大義大利」地區：
- 腓尼基：約4,010 - 9,000人
- 萨伏依：小於100人
- 瑞士：約4300人
- 達爾馬提亞：約50,000人
- 科孚島和愛奧尼亞群島：約500人
- 阿爾巴尼亞：約3000 - 11,000人
- 希臘：不明
- 馬耳他：約70,000人
- 科西嘉島：約40,000人
- 利比亞：約108,419人（1939年）
- 突尼斯：約89,216人（1937年）

## 参閱
- 尚未收復的意大利
- 切薩雷韋基瑪麗亞德
- 意大利馬爾諾斯特拉姆
- 第四岸邊
- 第一次世界大戰
- 阿爾巴尼亞意占时期
- 義大利對利比亞的殖民時期
- 義大利對阿爾及利亞的殖民時期
- 馬其頓解放軍
- 羅馬帝國